# 足立区立第十一中学校
足立区立第十一中学校（あだちくりつ だいじゅういちちゅうがっこう）は、東京都足立区にある公立中学校。

## 沿革
- 1947年（昭和22年）5月1日 - 開校。

## 通学区域
- 足立区立弘道小学校・足立区立弘道第一小学校の通学区域全域。
- 足立区立弥生小学校、足立区立五反野小学校の通学区域のそれぞれ一部。

## 交通
- コミュニティバスはるかぜ・第十一中学校前停留所すぐ。
- 首都圏新都市鉄道つくばエクスプレス青井駅より徒歩10分。
- 東武鉄道東武伊勢崎線五反野駅より徒歩約17分。

## 出身者
- ブライト健太(プロ野球選手・中日ドラゴンズ所属)[1]

## 書籍
- いずれも本校の元校長である藤原和博が本学のことを書いている。
- 現在の本校との違いとして作中で使われている写真に出てくる制服が現在と違い吊りスカートであること。
  - 『世界でいちばん受けたい授業 足立十一中「よのなか」科』小学館 2001　「世界でいちばん受けたい授業 「よのなか」科実践記録」ちくま文庫
  - 『世界でいちばん受けたい授業 2』小学館 2002